# Megachile cephalotes
Megachile cephalotes är en biart som beskrevs av Smith 1853. Megachile cephalotes ingår i släktet tapetserarbin, och familjen buksamlarbin. Inga underarter finns listade i Catalogue of Life.